# Deadlights
Deadlights is een Australische posthardcoreband afkomstig uit Brisbane, Queensland. Negen jaar nadat de band door Dylan Davidson, Tynan Reibelt en Joshua O’Callaghan opgericht was werd in 2017, kort na de toevoeging van bassist Sean Prior, het debuutalbum Mesma via Greyscale Records uitgebracht.

## Personele bezetting
- Dylan Davidson – vocalen
- Tynan Reibelt – gitaar, vocalen
- Josh O’Callaghan – drums
- Sean Prior – bas, vocalen

## Discografie
Albums
- 2017 - Mesma
- 2021 - The Uncanny Valley

Singles
- 2019 - Bathed in Venom
- 2019 - Sugarcoated Psychosis